# José García de Salcedo Coronel
José García de Salcedo Coronel (Sevilla, 1592-Madrid, 1661) fue un militar y escritor español.

## Biografía
Si bien sirvió en la guardia del virrey de Nápoles con el grado de capitán y se desempeñó como gobernador de Capua y a su regreso a España como caballerizo del infante cardenal Fernando de Austria, destacó como poeta y por ser uno de los principales comentaristas de Luis de Góngora. Su poesía fue alabada por Lope de Vega, Juan de Jáuregui y Luis Vélez de Guevara.
En 1629 editó por primera vez la Fábula de Polifemo y Galatea, escrita por Góngora en 1612, incluyendo un  «celebrado análisis de los versos que, en octavas reales, componen esta joya de la literatura universal, estudiando sus fuentes, paralelismos con diversas obras clásicas greco-romanas y metáforas oscuras».
Entre 1629 y 1648 continuó publicando y comentando la obra hasta entonces inédita de Góngora.
Entre sus obras se encuentran Rimas, Primera Parte (Madrid, 1624, 1627), Ariadna, canto en octavas (Madrid, 1624), las mencionadas El Polifemo comentado (Madrid, 1629) y Las Obras de Góngora comentadas (en 4 volúmenes, Madrid, 1636-1648), Cristales de Helicona o Segunda Parte de las Rimas (Madrid, 1642, 1649), Inscripción del sepulcro de Saturnino Penitente, que se halló en la ciudad de Mérida y su Panegírico al serenísimo Infante Cardenal (1636).